# Матті Клінга
Матті Клінга (фін. Matti Klinga, нар. 10 грудня 1994, Гельсінкі, Фінляндія) — фінський футболіст, центральний півзахисник клубу «Лахті».

## Ігрова кар'єра

### Клубна
Матті Клінга є вихованцем клубу з Лахті «Рейпас». На професійному рівні Клінга дебютував 30 травня 2011 року у складі клубу «Лахті» у турнірі Юккенен. За період перебування у клубі Клінга разом з командою підвищився в класі до Вейккаусліги.
Сезон 2015 року футболіст провів у столичному клуб ГІК. разом з клубом Клінга дебютував на міжнародному рівні, граючи у матчах кваліфікації Ліги чемпіонів та Ліги Європи.
З 2016 року Клінга три сезони провів у клубі «Сейняйоен Ялкапаллокерго», з яким став переможцем національного кубку Фінляндії. З СЙК Клінга також брав участь у кваліфікаційних раундах єврокубків.Перед початком сезону 2019 року футболіст повернувся до клубу «Лахті».

### Збірна
З 2010 року Матті Клінга виступав за юнацькі та молодіжну збірні Фінляндії.

## Титули
СЙК
 Переможець Кубка Фінляндії: 2016